# Мощинська культура

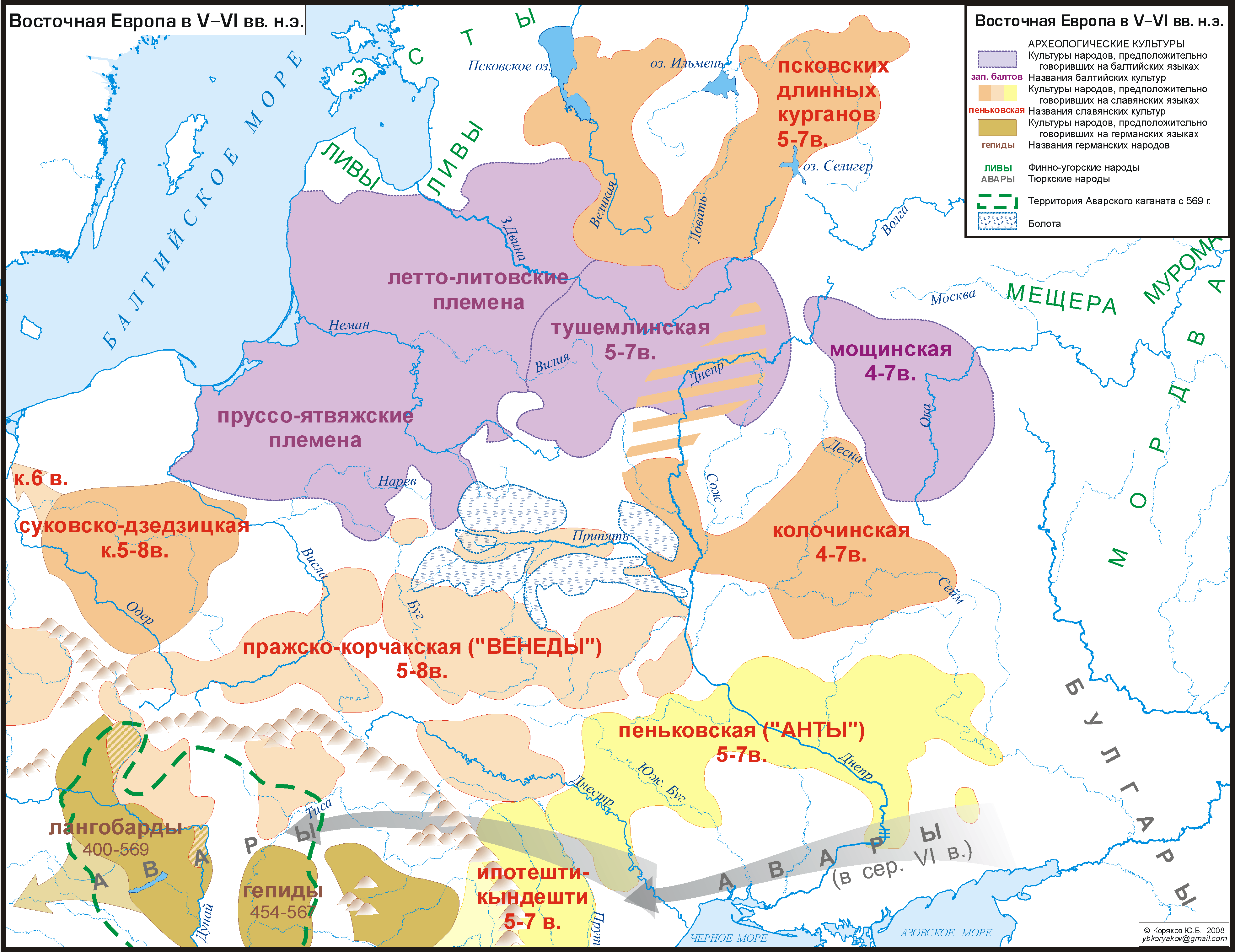
Карта балтських і слов'янських археологічних культур V—VI ст.

Мощинська культура — археологічна культура залізної доби, що асоціюється зі зниклим на кінцевих етапах асиміляції цієї культури останніх племен балтомовного народу Голяді, які в кінці 14 століття були поглинуті Московським князівством, та поступово ще протягом декількох століть славянізувались у його складі, переходячи на слов'янське койне зі збереженням своїх фонетичних особливостей, які відрізняють теперішню російську мову від української. Існувала в IV—VII століттях на території Калузької, Орловської,Тульської та частково Смоленської областей.

## Історія
На даний час в науці прийнято вважати, що мощинська культура склалася в результаті взаємодії місцевого населення  юхнівської культури з прийшлим населенням  зарубинецької культури. Споріднена із Дніпро-Двінською культурою Про культурні «мощинців» зв'язки із населенням балтомовного ареалу Мазурських озер, центральної та східної Литви і Білоруського Понімання.
Порівняння археологічних даних свідчить про вплив мощинської культури на специфічні риси характерні для осілого тут згодом слов'янського племені в'ятичів. Для мощинської культури характерним є поселення в укріплених городищах, трупоспалення та поховання в урнах. У коло старожитностей мощинський культури включають ліпний глиняний посуд різноманітні форм та бронзові прикраси.

## Походження назви
Свою назву культура отримала від виявленого городища коло села Мощини в Мосальскому районі  Калузької області.

## Використані джерела
1. ↑  Архівована копія. Архів оригіналу за 7 травня 2008. Процитовано 25 грудня 2011.{{cite web}}:  Обслуговування CS1: Сторінки з текстом «archived copy» як значення параметру title (посилання)
2. ↑  Этнический состав населения и погребальный обряд на территории Орловской области. Архів оригіналу за 15 червня 2008. Процитовано 25 грудня 2011.
3. ↑  Археологические памятники России[недоступне посилання з квітня 2019]
4. ↑  Седов В.В., ГОЛЯДЬ. Архів оригіналу за 29 листопада 2014. Процитовано 25 грудня 2011.
5. ↑  Восточная Европа и славяне в I тысячелетии » Восточная Европа и славяне в I - IV вв. Архів оригіналу за 19 серпня 2010. Процитовано 25 грудня 2011.
6. ↑  Воронцов. А Этнокультурная ситуация на Окско-Донском водоразделе в позднеримское время
7. ↑  Восточнославянская этноязыковая общность. Архів оригіналу за 8 квітня 2005. Процитовано 25 грудня 2011.